# Съдбата на човека (Андре Малро)
Вижте пояснителната страница за други значения на Съдбата на човека.
„Съдбата на човека“ (на френски: La Condition humaine) е роман от 1933 година, написан от Андре Малро.
Романът представя неуспешното комунистическо въстание в [[Шанхай] от 12 април] 1927 г. и екзистенциалните явления, пред които се изправя група от хора, свързани с революцията. Заедно с Les Conquérants (1928 - „Завоевателите“), La Voie Royale (1930 – „Кралският път“), формира трилогия за революцията в Азия.

## Сюжет
Романът проследява 22-дневен период, основно в Шанхай, Китай, като засяга основно социалистическите въстаници и хората, участвали в тези събития. Четиримата протагонисти са Чен Та Ерх, Киоши („Кио“) Жизор, съветският емисар Катов и барон Клапик. Развитието на техните съдби е преплетено в книгата.
Чен Та Ерх е изпратен да убие висш ръководител, успява, а по-късно е убит при неуспешен опит за самоубийствен атентат над Чан Кайшъ. След убийството той се води от предопределеността и желае просто да убива, като по този начин изпълнява задължението си като терорист, задължение, което контролира неговия живот. Това е до голяма степен резултат от това, че е бил толкова близо до смъртта след убийството на човек. Той е обсебен от смъртта и безсилието си пред нейната неизбежност, че само желае да умре, за да престане това мъчение.
Кио Жизор е командир на бунта и вярва, че всеки човек трябва да избира сам своето място, а не да бъде управляван от външни сили. Той заема голяма част от историята, опитвайки се да задържи властта в ръцете на работниците вместо в армията Гоминдан и разрешавайки конфликта между себе си и жена му, Мей. В крайна сметка е заловен, и в краен акт на самоопределение, избира да отнеме живота си с цианид.
Катов вече веднъж е бил пред лицето на екзекуцията по време на Руската гражданска война, като се спасява в последния момент, която му дава усещането за психологически имунитет. След като става свидетел на смъртта на Кио, той наблюдава равнодушно как неговите революционни другари са хващани един по един, за да бъдат хвърлени живи и камерата на парен локомотив, чакащ навън, възнамерявайки когато дойде неговият ред, да използва своята капсула с цианид. Но когато чува двама млади китайски активисти да говорят с ужасяващ страх за изгарянето им живи, той им дава цианида (достатъчен само за двама), оставяйки по този начин пред лицето на много по-страшна смърт. По този начин той умира в акт на саможертва и солидарност с по-слабите другари.
Барон Клапик е френски търговец, контрабандист и страстен комарджия. Той помага на Кио за доставката на пушки, а по-късно му е казано, че Кио ще бъде убит, ако не напусне града до 48 часа. Отивайки да предупреди Кио, той се включва в хазартна, която не може да спре. Разглежда хазарта като „самоубийство без да умреш“. Клапик е много добродушен и винаги весел, но страда вътрешно. Напуска града преоблечен като моряк.

### Герои
- Чен Та Ерх – убиецът. Протагонист.
- Кио Жизор – лидър на бунта. Протагонист.
- Барон Клапик – френски търговец и контрабандист. Протагонист.
- Старият Жизор – баща на Кио, професор по социология в Пекинския университет, пристрастен към опиума, действа като водач на Кио и Чен.
- Мей Жизор – съпруга на Кио и немски доктор, родена в Шанхай.
- Катов – руснак, един от организаторите на въстанието, изгорен жив за измяна.
- Хемелрих – белгийски продавач на грамофони.
- Ю Хсюан – негов партньор.
- Кама – японски художник, баджанак на стария Жизор.
- Ферал – Президент на френската търговка камара и ръководител на Френско-Азиатския консорциум. Измъчва се с връзката с Валери, тъй като иска да я притежава само като обект.
- Валери – приятелката на Ферал.
- Кониг – Началник на полицията на Чан Кайшъ.
- Суан – млад китайски терорист, който помага на Чен, по-късно е арестуван при атаката, при която Чен е убит.
- Пей – също помагач на Чен.

## Награди и номинации
Книгата печели френската литературна награда Гонкур през 1933, а през 1999 се нарежда на пето място в 100-те книги на 20 век според „Монд“.

## Приемане от критиката
Журналистът Кристофър Хътчинс, отбелязвайки че Малро всъщност е прекарал много малко време в Китай, заявява че романът "посочва нарастващия дял на Азия в световните дела; той описва епични моменти на страдание и сътресения, специално в Шанхай; и демонстрира огромен респект към комунизма и комунитсите, като същевременно напомня за трагедията на една революция, предадена от Москва."
Биографът на Малро, Оливър Тод, цитира романа, казвайки „Той е нито истински, нито неистински, а е изживян и почувстван“, и отбелязва, че Китай на Малро е „нито истински в детайлите, нито неистински в цялост, а е преди всичко въображаем“, и че той „не може да разбие традиционната представа за Китай за кули, бамбукови издънки, пушачи на опиум, мизерстващи хора и проститутки.“ 
Издание от 1972 г. твърди на задната си корица, че Малро е бил „член на революциония комитет“ в Шанхай. Това твърдение е невярно.

## Филмови адаптации
Правени са три опита да се адаптира Съдбата на човека като кинофилм. Първият е на Фред Зинеман, който прекарва три години в подготовка на своята версия на Съдбата на човека преди продуцентското студио, Метро-Голдуин-Майер, да откаже продукцията една седмица преди започването на снимките през ноември 1969.
Италианският режисьор Бернардо Бертолучи предлага адаптация на филма през 1980-те год. на китайското правителство; те избират алтернативното му предложение, Последният император, базиран върху живота на китайския император Пуйи.

## Избрани преводи
Списъкът на WorldCat за „Съдбата на човека“ изброява преводи на най-малко седемнадесет езика.
- (Chinese) 人的命运 Ren Di Ming Yun. (Chengdu: Sichuan wenyi chu ban she, 1996) ISBN 7-5411-1612-2
- (English) Haakon Chevalier. Man's Fate. (New York: Modern Library, 1934
- (English) Alistair Macdonald, tr. Storm in Shanghai Methuen 1934 reissued as Man's Estate, 1948
- (Finnish) Juha Mannerkorpi, tr. Sielujen kapina [the rebellion of souls] (Helsinki: Tammi, 1947) ISBN 951-30-0653-0
- (Hebrew) Yitzhak Shenhar, tr. חיי אנוש Haye-Enosh: Roman. (Tel Aviv: Avraham Yosef Shtibel, 1935
- (Korean) 인간의조건 Ingan Chokon (Seoul: Hongsin Munhwasa, 2012) ISBN 978-89-7055-215-6
- (Turkish) Ali Berktay, tr. Insanlik Durumu (Istanbul: Iletisim Yayinlari, 2003) ISBN 975-05-0029-6
- (Spanish) César A. Comet and Mario Vargas Llosa, tr. La Condición Humana. ([Barcelona]: Círculo de Lectores, 2001) ISBN 84-226-8682-1
- (Polish) Adam Wazyk, tr. Dola Czlowiecza. (Wroclaw [u.a]: Zaklad Narodowy Im. Ossolinskich, 2001) ISBN 83-04-04572-9
- (Yiddish) Solomon Levadi, tr. דער גורל פון מענטשDer Goyrl Fun Mentsh. (Varshe: Yidishe universal-bibliotek, 2000)

На български книгата все още не е преведена.